# Різдвянка (Лозівський район)
Різдвя́нка — село в Україні, у Лозівській міській громаді Лозівського району Харківської області. Населення становить 71 осіб. До 2020 орган місцевого самоврядування — Садівська сільська рада.

## Географія
Село Різдвянка знаходиться на лівому березі річка Бритай, вище за течією примикає село Бритай, на протилежному березі — село Садове. Через село проходить автомобільна дорога Р79.

## Історія
Село засноване в 1842 році.
Станом на 1886 рік у селі, центрі Рождественської волості Павлоградського повіту Катеринославської губернії, мешкало 443 особи, налічувалось 89 дворів, існували православна церква, школа та лавка, проходило 6 ярмарків на рік.
12 червня 2020 року, відповідно до Розпорядження Кабінету Міністрів України  № 725-р «Про визначення адміністративних центрів та затвердження територій територіальних громад Харківської області», увійшло до складу Лозівської міської громади.
17 липня 2020 року, в результаті адміністративно-територіальної реформи та ліквідації колишнього Лозівського району (1923—2020), увійшло до складу новоутвореного Лозівського району Харківської області.

## Населення

### Мова
Розподіл населення за рідною мовою за даними перепису 2001 року:
| Мова       | Кількість | Відсоток |
| ---------- | --------- | -------- |
| українська | 68        | 95.78%   |
| російська  | 3         | 4.22%    |
| Усього     | 71        | 100%     |